# (33128) 1998 BU48
1998 بي يو 48 (ويعرف أيضًا باسم (33128) 1998 بي يو 48 وفق تسمية الكوكب الصغير) (بالإنجليزية: 1998 BU48)‏ هو كويكب ضمن حزام الكويكبات؛ وترتيبه 33128 من حيث الاكتشاف.
اكتُشف هذا الجُرم الفلكي بواسطة Nichole M. Danzl ‏ في 22 يناير 1998.

## وصلات خارجية
- (33128) 1998 BU48 في قاعدة بيانات مختبر الدفع النفاث لأجرام النظام الشمسي الصغيرة

- الاكتشاف · مخطط المدار ·  العناصر المدارية · المعلمات المادية

- (33128) 1998 BU48 على موقع ويكي سكاي: DSS2, SDSS, GALEX, IRAS, Hydrogen α, X-Ray, Astrophoto, Sky Map, Articles and images